# St. Cloud, Florida
St. Cloud är en stad (city) i Osceola County, i delstaten Florida, USA. Enligt United States Census Bureau har staden en folkmängd på 36 163 invånare (2011) och en landarea på 46 km².